# Zethus lignicola
Zethus lignicola är en stekelart som beskrevs av Brethes 1906. Zethus lignicola ingår i släktet Zethus och familjen Eumenidae. Inga underarter finns listade i Catalogue of Life.